# Diva's Draaien Door
Diva's draaien door was een reality-televisieprogramma met Patty Brard, Patricia Paay en Tatjana Šimić dat vanaf 1 september 2011 werd uitzonden bij RTL 4.

## Inhoud
In elke aflevering voeren Brard, Paay en Simic, de zogeheten diva's, verschillende werkzaamheden uit bij bedrijven waarvan de eigenaar op dat moment afwezig is. Als vakantiehulp belanden zij in uiteenlopende situaties. Het programma is afgeleid van het televisieprogramma Joling & Gordon over de vloer.
De eerste aflevering van het programma werd bekeken door 1,1 miljoen kijkers.